# Notoproctus scutiferus
Notoproctus scutiferus är en ringmaskart som beskrevs av Elise Wesenberg-Lund 1948. Notoproctus scutiferus ingår i släktet Notoproctus och familjen Maldanidae. Inga underarter finns listade i Catalogue of Life.